# Valère Bernard
Valère Bernard (v okcitánštině: Valèri Bernard), rozený Valérie Marius Bernard (10. února 1860 Marseille – 9. října 1936 Marseille) byl francouzský malíř, sochař, rytec, spisovatel a básník z okcitánsky mluvící Provence.

## Životopis
Valère Bernard se narodil 10. února 1860 v Marseille v rodině původem z Avignonu. V roce 1875 nastoupil na École des Beaux-Arts v Marseille, kde studoval u Joannyho Raveho (1827–1887). Byl přijat na École des Beaux-Arts v Paříži, tam byli jeho učitelé Alexandre Cabanel a Pierre Puvis de Chavannes. V letech 1881–1886 žil v Paříži a poté se vrátil do Provence.
Zpočátku ho přitahovalo sochařství a malířství, ale pozoruhodná byla jeho práce rytce. Setkání s Félicienem Ropsem v roce 1896 ovlivnilo jeho ryteckou tvorbu i náměty. Přátelil se s Alfonsem Muchou, který ho seznámil s litografickými plakáty. Ještě v Marseille, na prvních výstavách, kritika vyzdvihovala jeho talent pro lept i malbu. Kromě jiných děl vytvořil ryteckou suitu s názvem Guerro (1893–1895), variace na téma smrti s velkou grafickou intenzitou, inspirovanou Franciscem de Goyou.
Jako Okcitánec vstoupil do Félibrige. Své první básně napsal v marseillském dialektu, poté začal psát beletrii, v níž projevil svou citlivost a soucit s lidmi na okraji společnosti. V roce 1894 byl zvolen majorem Félibrige a v letech 1909–1919 zastával funkci Capoulié (vůdce). Byl zastáncem renesance okcitánštiny ve všech jejích jazykových varietách, napsal Légende d'Esclarmonde (Legenda o Esclarmonde), poté Lugar, conte magic (Kouzelná pohádka), v jazyce, který vyvinul, aby sjednotil okcitánštinu a katalánštinu.
V roce 1930 se stal předsedou Société d'études occitanes, jejímž byl zakladatelem. Dne 22. ledna 1903 byl zvolen do 32. křesla Académie de Marseille.
Profesor dějin umění na École des Beaux-Arts v Marseille Valère Bernard oslepl a zemřel ve svém domě v Marseille 9. října 1936. Byl pohřben v Marseille na hřbitově Saint-Pierre.

## Dílo

### V češtině
- Trpaslíci – in: 1000 nejkrásnějších novel... č. 58, úvod František Sekanina, přeložil Milan Pojmon, s. 87–100. Praha: J. R. Vilímek, 1914